# Megaloblast
Megaloblást je velika celica eritropoetske vrste z jedrom, značilna za megaloblastno anemijo (npr. perniciozno anemijo ali slabokrvnostjo zaradi pomanjkanja folne kisline). Gre za nenormalno povečan eritroblast (predhodnik zrele rdeče krvničke). 
Vzrok čezmerne velikosti celic je v motnji sinteze DNK, ki je zavrta in zato pride kasneje do dozoritve celice in njene diferenciacije. Sinteza RNK in drugih citoplazemskih sestavin pa na normalni stopnji, zato pride do nesorazmerja med citoplazmo in jedrom.